# Herman Jay Cohen
Herman Jay Cohen (* 10. Februar 1932 in New York City) ist ein ehemaliger US-amerikanischer Diplomat, der unter anderem zwischen 1989 und 1993 Assistant Secretary of State for African Affairs war und dem 1992 der Titel Career Ambassador verliehen wurde.

## Leben
Herman Jay Cohen begann nach dem Schulbesuch ein Studium der Politikwissenschaften am City College of New York (CCNY), das er 1953 mit einem Bachelor of Arts (B.A. Political Science) beendete. Im Anschluss leistete er zwischen 1953 und 1955 Militärdienst in der US Army. Nach seinem Eintritt in das US-Außenministerium fand er verschiedene Verwendungen und absolvierte zudem ein postgraduales Studium im Fach Internationale Beziehungen an der American University (AU), welches er 1962 mit einem Master of Arts (M.A. International Relations) abschloss. Am 24. Juni 1977 wurde er zum Botschafter der Vereinigten Staaten im Senegal ernannt und übergab dort am 22. Juli 1977 als Nachfolger von Orison Rudolph Aggrey sein Beglaubigungsschreiben. Er verblieb auf diesem Posten bis zum 21. Juli 1980 und wurde anschließend von Walter Carrington abgelöst. Zugleich war er 24. Juni 1977 bis zum 21. Juli 1980 auch in Personalunion als Botschafter in Gambia akkreditiert.
Nach verschiedenen anderen Tätigkeiten wie zum Beispiel als Direktor für Afrika im Nationalen Sicherheitsrat NSC (National Security Council) wurde Cohen am 12. Mai 1989 als Nachfolger von Chester Crocker Leiter der Unterabteilung Afrika im Außenministerium (Assistant Secretary of State for African Affairs). Diese Funktion hatte er bis zum 26. Februar 1993 inne und wurde danach von George Moose abgelöst. Während dieser Zeit wurde ihm am 11. März 1992 der Titel eines Career Ambassador verliehen.
Herman Jay Cohen engagierte sich zudem für die American Academy of Diplomacy und den Council on Foreign Relations. Er unterstützte die Kandidatur von George W. Bush für das Amt des US-Präsidenten und wurde Mitglied der französischen Ehrenlegion. Er war zudem als Professor an der Johns Hopkins University tätig, wo er an der Paul H. Nitze School of Advanced International Studies (SAIS) lehrte.

## Veröffentlichungen
- History of the English Bar and Attornatus to 1450, 1967, ISBN 0-8549-0-0039.
- U.S. Measures for Peace in South Africa, 1989.
- Intervening in Africa. Superpower peacemaking in a troubled continent, 2000, ISBN 0-3122-3-2217.
- The Mind of the African Strongman: Conversations with Dictators, Statesmen, and Father Figures. Vellum, Washington, D. C. 2015, ISBN 978-0-9864353-1-7.